# 菲希特爾湖
50°0′56″N 11°51′31″E / 50.01556°N 11.85861°E

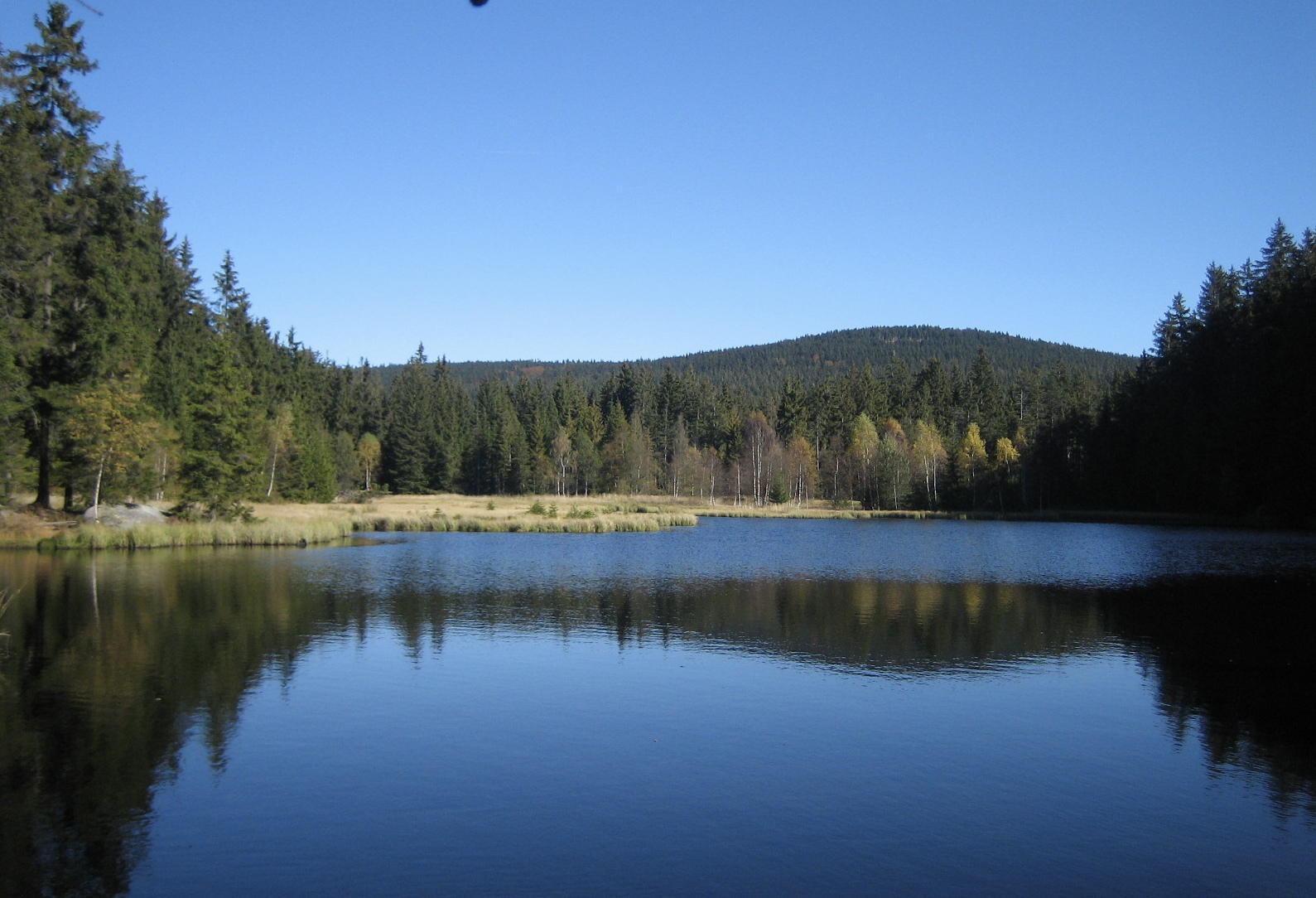

菲希特爾湖（德语：Fichtelsee）是德國的人工湖泊，位於該國東南部，由巴伐利亞州負責管轄，處於菲希特爾貝格，面積0.1平方公里，海拔高度752米，水體容量52萬立方米。